# 水嶋光一

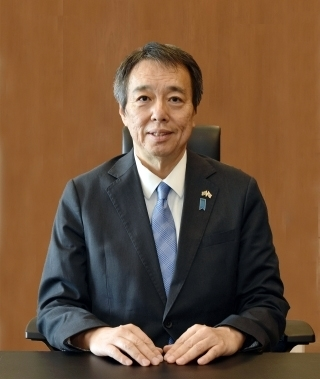
公式肖像写真（2024年5月）

水嶋 光一（みずしま こういち、1961年6月2日 - ）は、日本の外交官。外務省領事局長、駐イスラエル特命全権大使を経て駐大韓民国特命全権大使。

## 経歴・人物

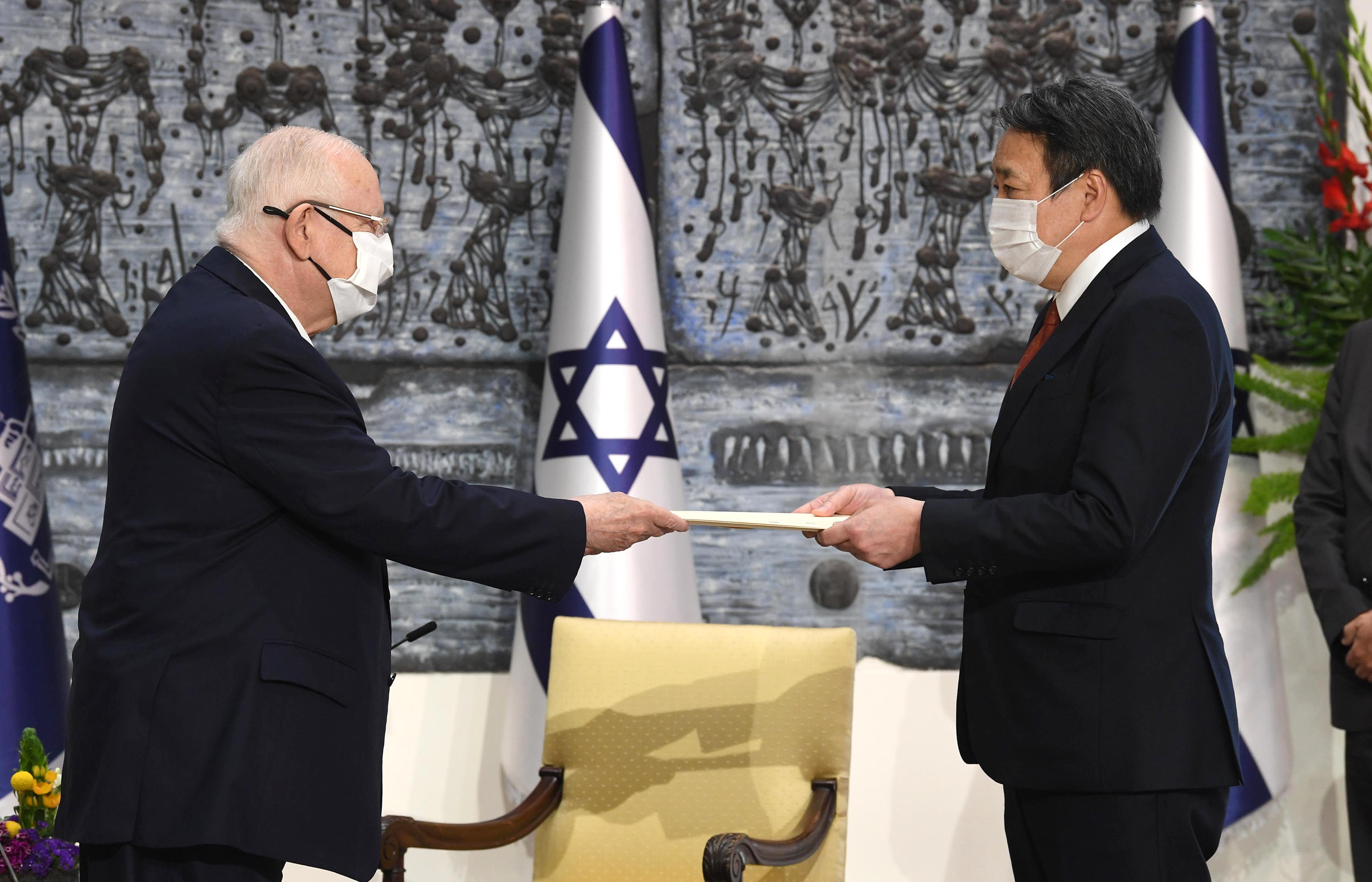
イスラエルのルーベン・リブリン大統領（左）に信任状を捧呈する水嶋大使（2021年）

京都府出身。1985年東京大学法学部卒業、外務省入省。
1992年外務省経済協力局技術協力課課長補佐。1995年総理府行政管理局副監理官。1997年外務省アジア局地域施策課課長補佐。同年外務省アジア局地域施策課首席事務官。1999年在アメリカ合衆国日本国大使館一等書記官。2002年在アメリカ合衆国日本国大使館参事官。同年在ガーナ日本国大使館参事官。2004年外務省経済局政策課経済協力開発機構室長。2006年外務省北米局北米第二課長。2007年外務省大臣官房報道課長。2009年在ジュネーブ国際機関日本政府代表部参事官。2010年在ジュネーブ国際機関日本政府代表部公使。2011年外務省大臣官房会計課長。2013年外務省大臣官房参事官（報道・広報・文化交流担当）（外務省外務副報道官）。2015年外務省大臣官房参事官（報道・広報・文化交流担当）（外務省外務副報道官）。同年外務省大臣官房審議官（報道・広報・文化交流担当）。2016年外務省大臣官房審議官兼総合外交政策局、領事局、国連担当大使、サイバー政策担当大使。2017年在大韓民国日本国大使館公使。2018年在大韓民国日本国大使館特命全権公使。2019年外務省領事局長。2020年外務省本省職員として初の新型コロナウイルス感染症発症者となり、治療を受け同年復帰。2021年駐イスラエル特命全権大使。2024年駐大韓民国特命全権大使。

## 同期
- 相木俊宏（21年タジキスタン大使）
- 磯俣秋男（24年スリランカ大使・21年アラブ首長国連邦大使）
- 市川とみ子（23年軍縮会議代表部大使）
- 伊藤恭子（23年チリ大使・20年エチオピア大使）
- 稲垣久生（23年トンガ大使）
- 大菅岳史（22年チュニジア大使・19年国連次席大使・18年外務報道官・17年アフリカ部長）
- 大森摂生（22年ボツワナ大使）
- 島田順二（21年メルボルン総領事）
- 清水信介（22年特命全権大使（アフリカ開発会議（TICAD）担当兼アフリカの角地域関連担当、国連安保理改革担当、安保理非常任理事国選挙担当）・18年チュニジア大使）
- 鈴木秀生（24年特命全権大使（広報外交担当兼国際保健担当、メコン協力担当）・20年チェコ大使・19年国際協力局長・17年地球規模課題審議官）
- 鈴木浩（22年インド大使・20年外務審議官・12年内閣総理大臣秘書官）
- 鈴木亮太郎（21年アイスランド大使）
- 滝崎成樹（20年内閣官房副長官補・19年アジア大洋州局長）
- 竹内一之（22年ザンビア大使）
- 垂秀夫（20年中国大使・19年官房長）
- 中前隆博（22年スペイン大使・19年アルゼンチン大使・17年中南米局長）
- 橋本尚文（22年特命全権大使（人権担当兼国際平和貢献担当）・20沖縄大使・18年イラク大使）
- 福島秀夫（21年パナマ大使・18年ヒューストン総領事）
- 前田徹（21年ブルネイ大使）
- 三澤康（25年関西担当大使・22年タンザニア大使）
- 水越英明（24年スウェーデン大使・21年スリランカ大使・20年国際情報統括官）
- 武藤顕（23年ロシア大使・22年外務省研修所長）
- 森美樹夫（23年ニューヨーク総領事・21年領事局長）
- 山元毅（23年ペルー大使・19年グアテマラ大使・17年東京都外務長）